# CS-320
La CS-320 (Carretera Secundària 320) és una carretera de la Xarxa de Carreteres d'Andorra, que comunica Sispony a la CG-3, amb Els Cortals de Sispony. També és anomenada Carretera de Sispony.
Segons la codificació de carreteres d'Andorra aquesta carretera correspon a una Carretera Secundària, és a dir, aquelles carreteres què comuniquen una Carretera General amb un poble o zona.
Aquesta carretera és d'ús local ja què només l'utilitzen los veïns de les poblacions que recorre.
La carretera té en total 5,2 quilòmetres de recorregut.

## Projectes

### Arranjament de l'encreuament de la CG3 amb la CS320 (Cruïlla de Sispony)[2][3]
El febrer de 2012 van iniciar les obres d'arranjament de l'encreuament de la CG-3 amb la CS-320 (Cruïlla de Sispony) que van finalitzar el maig de 2012.
Aquestes obres es van realitzar a la Parròquia de La Massana amb un Pressupost Adjudicat total de 375.188,85 (estimació base).
Les obres van ésser realitzades i pagades pel Ministeri d'Economia i Territori, actualment aquest ministeri s'anomena Ministeri d'Ordenament Territorial.

### Una esllavissada a la carretera de Sispony obliga a tallar la via[4]
Una pedra de "dimensions considerables" ha caigut a l'altura de l'Hotel Abba sense causar cap ferit. La CS-320 estarà tallada fins al dilluns, segons ha informat Mobilitat
Segons han informat els bombers, un despreniment d'una pedra "d'unes dimensions considerables" ha obligat a tallar la CS-320 aquest migdia. L'esllavissada s'ha produït a l'altura de l'Hotel Abba, a la carretera de Sispony, i no ha deixat cap persona ferida, tot i que ha tirat uns arbres i causat alguns desperfectes, segons han explicat fonts dels Bombers.
Una dotació treballava aquest migdia en el lloc dels fets per poder reobrir la carretera de Sispony al més aviat possible. El despreniment ha obligat també als bombers a netejar les parts afectades, ja que la pedra, de grans dimensions, s'ha emportat diversos arbres en el seu recorregut.
No obstant això, l'Àrea de Mobilitat ha informat que la carretera romandrà tancada com a mínim fins aquest dilluns.
El cònsol major de la Massana, David Baró, per la seva banda ha explicat que el dilluns al matí "es duran a terme noves inspeccions tècniques a la zona per acordar les accions a emprendre i, si escau, la reobertura de la carretera, amb l'objectiu de garantir la màxima seguretat".

## Punts d'Interés
- Església de Sant Joan de Sispony

- Museu de la Casa Rull

## Recorregut[5]
- CG-3
- Sispony
- Cortals de Sispony

| Tipus de Sortida | Direcció de la sortida   | Carretera que hi enllaça | Qm  |
| ---------------- | ------------------------ | ------------------------ | --- |
| CS-320           | Bifurcació a la via CG-3 | CG-3                     | 0   |
|                  | Sispony                  | Carrer                   | 1   |
|                  | Cortals de Sispony       |                          | 5,2 |